# Captain America: Dead Men Running
A Captain America: Dead Men Running egy háromrészes mini-képregénysorozat mely a Marvel Comics kiadásában jelent meg 2002-ben az Amerikai Egyesült Államokban. A minisorozat írója Darko Macan, rajzolója Danijel Zezeli. A történetben Amerika Kapitány egy csapat amerikai katonát próbál kijuttatni a drogbárók uralta kolumbiai őserdőből.